# Kaiserbach (Kainach, Hollfeld)
Der Kaiserbach ist ein etwa 4 km langer Bach der Fränkischen Schweiz überwiegend im Stadtgebiet von Hollfeld im Landkreis Bayreuth in Bayern. Nach insgesamt südsüdöstlichem Lauf fließt er im Hollfelder Dorf Kainach mit der linken Schwalbach zur Kainach zusammen.

## Geographie

### Verlauf

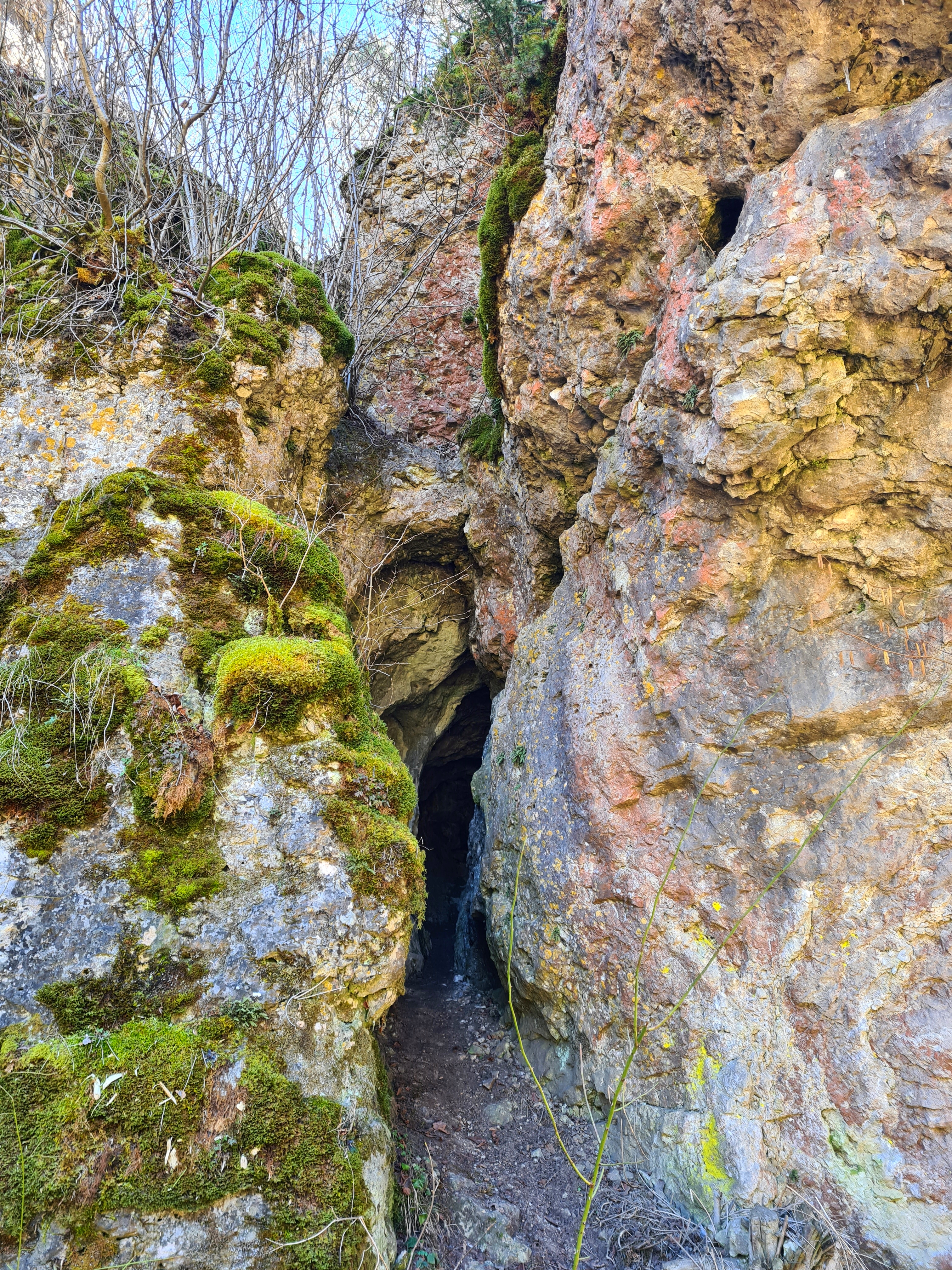
Die Schwalbensteingrotte an der linken Talseite oberhalb von Krögelstein

Der Kaiserbach beginnt seinen Lauf auf etwa 426 m ü. NHN als ein gut einen Kilometer nördlich des Hollfelder Pfarrdorfes Krögelstein einsetzender, zunächst südsüdostwärts ziehender Wiesengraben in der schmalen Aue seines an den Hängen waldbestandenen Tales, das sich als Trockental bergwärts noch gut vier Kilometer weiter hinauf bis nahe zum Wonseeser Dorf Feulersdorf verfolgen lässt.
Das Gewässer hat anfangs nur unbeständigen Durchfluss und zieht ohne höheren Bewuchs am Ufer unter Felsformationen und der Schwalbensteingrotte am linken Hang vorbei, bis es am Ortsanfang von Krögelstein von zwei nahe beieinander in der Talaue liegenden Quellen gespeist wird. Auf südwestlichem Weg durch den Ort begleitet den nun beständigeren Kaiserbach teilweise eine Baumgalerie. Ins zuvor allenfalls von Wirtschaftswegen erschlossene Tal steigt nun am linken Hang die Kreisstraße BT 39 aus Wonsees (dort noch KU 8) herab ins Dorf.

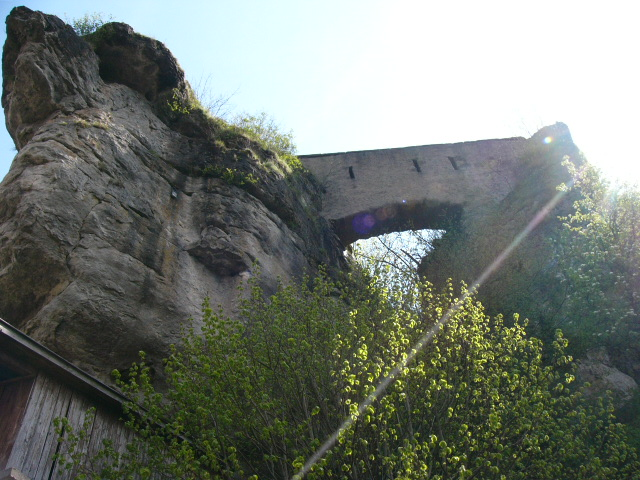
Burgruine Krögelstein auf einem Felssporn über Krögelstein

Über diesem stehen weitere Felsformationen. Die Kreisstraße verlässt am Ende von Krögelstein das Tal über ein von rechts zulaufendes Trockental und durch den anschließenden Ort Schnackenwöhr, der größtenteils auf der rechten Randhöhe liegt.

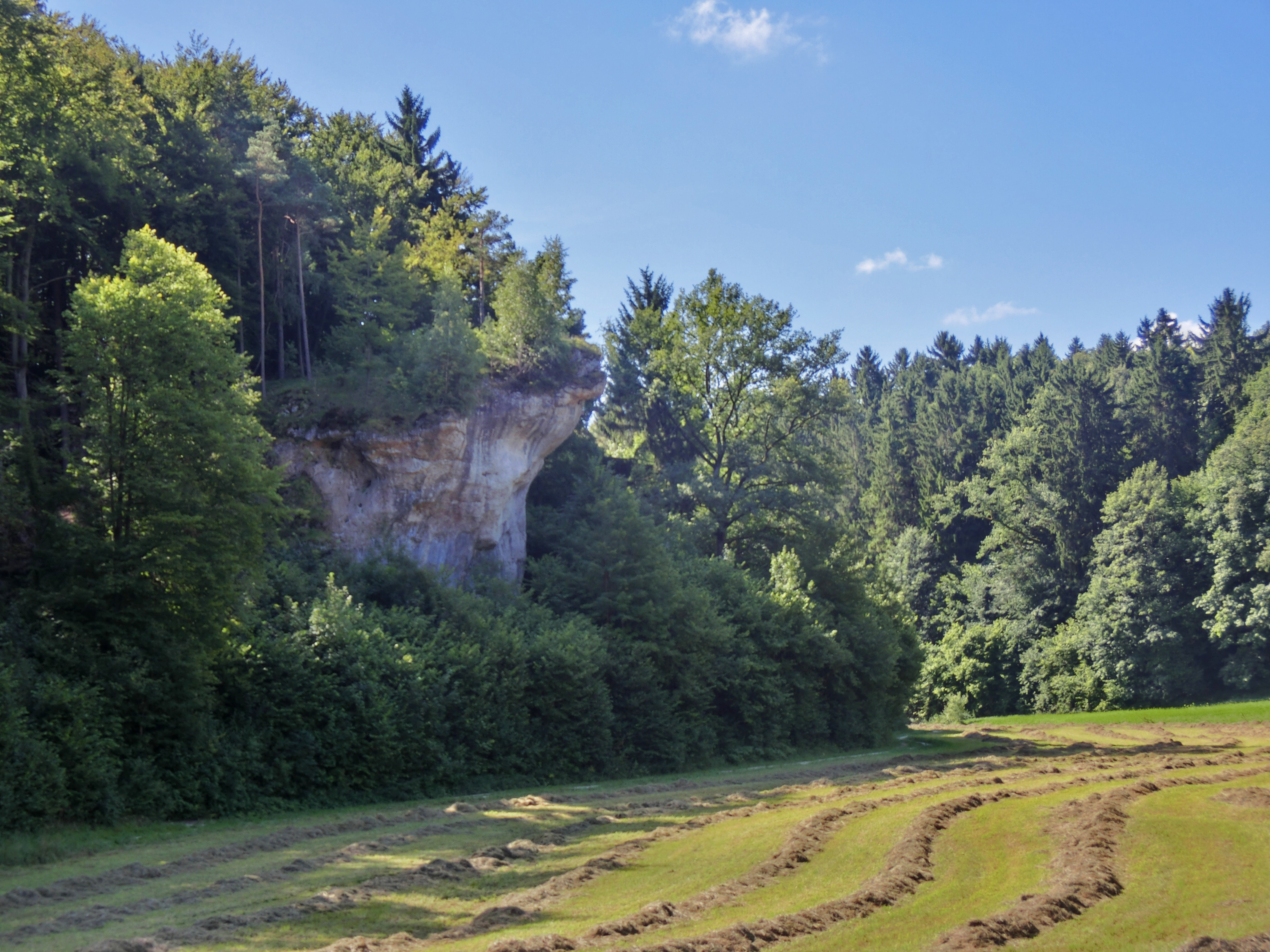
Im Kaiserbachtal etwas abwärts von Schnackenwöhr

Das sich nach Südosten wendende Tal ist nun wieder frei von öffentlichen Wegen. Der Bach schlängelt sich meist ohne Baum und Strauch am Ufer leicht in seiner Wiesenaue unter den weiterhin bewaldeten Hängen. Auf kurzem Abschnitt reicht kurz die Gemeindegemarkung von Wonsees den linken Hang herab und sogar bis aufs rechte Ufer herüber.
Nach etwa 4,2 km langem Lauf mit mittlerem Sohlgefälle von rund 7,6 ‰ vereint sich der Kaiserbach auf etwa 394 m ü. NHN und damit etwa 32 Höhenmeter unterhalb seines Grabenanfangs mit dem zuletzt aus dem Nordosten kommenden Schwalbach zur Kainach.
Der Kaiserbach hat außer nahen Talquellen keinerlei wasserführende Zuflüsse, seinem Tal münden jedoch einige Trockentäler seitlich zu.

### Einzugsgebiet
Das Einzugsgebiet des Kaiserbachs umfasst etwa 22,6 km² des Fränkische Schweiz genannten Teils der Frankenalb. Die mit bis etwa 495 m ü. NHN größten Höhen säumen seine Nordgrenze. Im schmalen Talgrund liegt meist Wiesenflur, am Hang steht überwiegend Wald, der zuweilen etwas auf die Begleithöhen ausgreift. Die den größten Teil der Fläche einnehmenden Hochebenen beidseits des Tales werden aber zumeist ackerbaulich genutzt.
Die einzigen Orte am Lauf – Krögelstein, Schnackenwöhr und der Mündungsort Kainach – gehören alle zur Stadt Hollfeld, auf deren Gebiet auch fast der gesamte Lauf und der weit überwiegende Teil des unteren Einzugsgebietes liegen. Dort gehören zum Markt Wonsees im Landkreis Kulmbach nur ein kleiner Laufabschnitt und ein kleiner Teil des Einzugsgebiets, wohingegen ein großer Teil des oberen Einzugsgebietes innerhalb der Grenzen dieser Marktgemeinde liegt mit dem Dorf Feulersdorf auf der rechten Hochebene als einzigem Wohnplatz darin. Am Nord- und Nordwestrand reicht ein Randstreifen der Stadt Weismain im Landkreis Lichtenfels herein, von der nur einige Häuser des Dorfes Fesselsdorf diesseits der Wasserscheide liegen.
Nahe Feulersdorf quert die A 70 den trockenen oberen Taleinschnitt des Kaiserbachs.
Reihum grenzen die Einzugsgebiete der folgenden Nachbargewässer an:
- Die Gebiete jenseits der nordwestlichen und nördlichen Wasserscheide entwässern oberflächlich zur Weismain, der von dieser her aber nur die fern von der Grenze seinen Lauf beginnende Krassach zumündet;
- im Osten konkurriert überall der größere linke Oberlauf Schwalbach der Kainach, welche dann der Wiesent zuläuft;
- im ebenfalls bachlosen Gebiet im Westen ist die Wiesent oberhalb der Kainachmündung der nächste offene Gewässerlauf.

## Geologie
Im Einzugsgebiet des Kaiserbachs liegt im Untergrund überwiegend Oberjura, den am Taleinschnitt einige charakteristische Felsformationen und Höhlenbildungen sichtbar machen. Der Jura ist stark verkarstet, weswegen es kaum Oberflächengewässer gibt. Vor allem am Westrand des Einzugsgebietes ist der Jura mit Oberkreide überlagert und dazwischen im Bereich der talferneren Hochflächen meist mit tertiärem bis quartärem Alblehm.

### BayernAtlas („BA“)
Amtliche Online-Gewässerkarte mit passendem Ausschnitt und den hier benutzten Layern: Lauf und Einzugsgebiet des Kaiserbachs

Allgemeiner Einstieg ohne Voreinstellungen und Layer: BayernAtlas der Bayerischen Staatsregierung (Hinweise)
1. 1 2 3  Höhe abgefragt auf dem Hintergrundlayer Amtliche Karte (Rechtsklick).
2. ↑  Länge abgemessen auf dem Hintergrundlayer Amtliche Karte.
3. ↑  Einzugsgebiet abgemessen auf dem Hintergrundlayer Amtliche Karte.
4. ↑  Geologie nach dem Layer Geologischen Karte 1:500.000.